# داريو سالاس سومر
داريو سالاس سومر (بالإسبانية: Darío Salas Sommer)‏ هو كاتب وفيلسوف تشيلي، ولد في 4 مارس 1935 في سانتياغو في تشيلي، وتوفي في 3 فبراير 2018.